# 1909 год
1909 (ты́сяча девятьсо́т девя́тый) год  по григорианскому календарю — невисокосный год, начинающийся в пятницу. Это 1909 год нашей эры, 9‑й год 1‑го десятилетия XX века 2‑го тысячелетия, 10‑й год 1900‑х годов. Он закончился 116 лет назад.
| Пн | Вт | Ср | Чт | Пт | Сб | Вс |
|    |    |    |    | 1  | 2  | 3  |
| 4  | 5  | 6  | 7  | 8  | 9  | 10 |
| 11 | 12 | 13 | 14 | 15 | 16 | 17 |
| 18 | 19 | 20 | 21 | 22 | 23 | 24 |
| 25 | 26 | 27 | 28 | 29 | 30 | 31 |

| Пн | Вт | Ср | Чт | Пт | Сб | Вс |
| 1  | 2  | 3  | 4  | 5  | 6  | 7  |
| 8  | 9  | 10 | 11 | 12 | 13 | 14 |
| 15 | 16 | 17 | 18 | 19 | 20 | 21 |
| 22 | 23 | 24 | 25 | 26 | 27 | 28 |

| Пн | Вт | Ср | Чт | Пт | Сб | Вс |
| 1  | 2  | 3  | 4  | 5  | 6  | 7  |
| 8  | 9  | 10 | 11 | 12 | 13 | 14 |
| 15 | 16 | 17 | 18 | 19 | 20 | 21 |
| 22 | 23 | 24 | 25 | 26 | 27 | 28 |
| 29 | 30 | 31 |    |    |    |    |

| Пн | Вт | Ср | Чт | Пт | Сб | Вс |
|    |    |    | 1  | 2  | 3  | 4  |
| 5  | 6  | 7  | 8  | 9  | 10 | 11 |
| 12 | 13 | 14 | 15 | 16 | 17 | 18 |
| 19 | 20 | 21 | 22 | 23 | 24 | 25 |
| 26 | 27 | 28 | 29 | 30 |    |    |

| Пн | Вт | Ср | Чт | Пт | Сб | Вс |
|    |    |    |    |    | 1  | 2  |
| 3  | 4  | 5  | 6  | 7  | 8  | 9  |
| 10 | 11 | 12 | 13 | 14 | 15 | 16 |
| 17 | 18 | 19 | 20 | 21 | 22 | 23 |
| 24 | 25 | 26 | 27 | 28 | 29 | 30 |
| 31 |    |    |    |    |    |    |

| Пн | Вт | Ср | Чт | Пт | Сб | Вс |
|    | 1  | 2  | 3  | 4  | 5  | 6  |
| 7  | 8  | 9  | 10 | 11 | 12 | 13 |
| 14 | 15 | 16 | 17 | 18 | 19 | 20 |
| 21 | 22 | 23 | 24 | 25 | 26 | 27 |
| 28 | 29 | 30 |    |    |    |    |

| Пн | Вт | Ср | Чт | Пт | Сб | Вс |
|    |    |    | 1  | 2  | 3  | 4  |
| 5  | 6  | 7  | 8  | 9  | 10 | 11 |
| 12 | 13 | 14 | 15 | 16 | 17 | 18 |
| 19 | 20 | 21 | 22 | 23 | 24 | 25 |
| 26 | 27 | 28 | 29 | 30 | 31 |    |

| Пн | Вт | Ср | Чт | Пт | Сб | Вс |
|    |    |    |    |    |    | 1  |
| 2  | 3  | 4  | 5  | 6  | 7  | 8  |
| 9  | 10 | 11 | 12 | 13 | 14 | 15 |
| 16 | 17 | 18 | 19 | 20 | 21 | 22 |
| 23 | 24 | 25 | 26 | 27 | 28 | 29 |
| 30 | 31 |    |    |    |    |    |

| Пн | Вт | Ср | Чт | Пт | Сб | Вс |
|    |    | 1  | 2  | 3  | 4  | 5  |
| 6  | 7  | 8  | 9  | 10 | 11 | 12 |
| 13 | 14 | 15 | 16 | 17 | 18 | 19 |
| 20 | 21 | 22 | 23 | 24 | 25 | 26 |
| 27 | 28 | 29 | 30 |    |    |    |

| Пн | Вт | Ср | Чт | Пт | Сб | Вс |
|    |    |    |    | 1  | 2  | 3  |
| 4  | 5  | 6  | 7  | 8  | 9  | 10 |
| 11 | 12 | 13 | 14 | 15 | 16 | 17 |
| 18 | 19 | 20 | 21 | 22 | 23 | 24 |
| 25 | 26 | 27 | 28 | 29 | 30 | 31 |

| Пн | Вт | Ср | Чт | Пт | Сб | Вс |
| 1  | 2  | 3  | 4  | 5  | 6  | 7  |
| 8  | 9  | 10 | 11 | 12 | 13 | 14 |
| 15 | 16 | 17 | 18 | 19 | 20 | 21 |
| 22 | 23 | 24 | 25 | 26 | 27 | 28 |
| 29 | 30 |    |    |    |    |    |

| Пн | Вт | Ср | Чт | Пт | Сб | Вс |
|    |    | 1  | 2  | 3  | 4  | 5  |
| 6  | 7  | 8  | 9  | 10 | 11 | 12 |
| 13 | 14 | 15 | 16 | 17 | 18 | 19 |
| 20 | 21 | 22 | 23 | 24 | 25 | 26 |
| 27 | 28 | 29 | 30 | 31 |    |    |

## События
- Выпуск первого автомобиля Руссо-Балт (летом).
- Основание Тель-Авива.
- Основан город Нижневартовск на берегу реки Обь, как пристань Нижневартовская.
- Новониколаевск (в последующем Новосибирск) получает статус города.
- 1 января — в Великобритании выплачены первые пенсии.
- 4 марта — Уильям Тафт сменил Теодора Рузвельта на посту президента США.
- 31 марта — на верфях судостроительной компании «Харленд энд Вольф» в Белфасте заложен «Титаник».
- 14—27 апреля — массовая резня армян вилайетов Адана и Аллепо, организованная турецкими властями. Были убиты около 21 тыс. человек.
- 27 апреля — младотурки низложили султана Османской империи Абдул-Хамида II за участие в организации контрреволюционного переворота. На престол возведён его брат Мехмед V[1].
- 2 июня — отставка премьер-министра Австралии лейбориста Эндрю Фишера. К власти третий раз приходит протекционист Альфред Дикин[2].
- 16 июля — основана компания Audi.
- 23 июля — открылся Албанский национальный конгресс в Дибре[3].
- 25 июля — Луи Блерио совершил первый полёт через пролив Ла-Манш.
- 26 июля — в испанской Каталонии в связи с мобилизацией резервистов вспыхнули волнения, которые перекинулись на Барселону, Мадрид, Сарагосу и др. города. Началась Кровавая неделя[4].
- 28 июля — предполагаемая дата одного из крупнейших кораблекрушений XX века: английский пассажирский пароход «Уарата», на борту которого находились 211 пассажиров и членов экипажа, вышедший из порта Порт-Натала, пропал без вести вместе с людьми; найти судно не удалось по сей день[5].
- 31 июля — в Испании подавлены возглавляемые анархистами волнения, получившие название Кровавой недели[4].
- 11 августа — первое достоверно известное применение международного сигнала бедствия SOS. Его передал американский пароход «Арапаоэ», когда потерял ход и задрейфовал по пути из Нью-Йорка в Джексонвилл[6].
- 2 сентября — открылся Албанский национальный конгресс в Эльбасане. Завершил работу 8 сентября, приняв решение о создании первого национального педагогического училища[3].
- 9 сентября — национальная забастовка рабочих в Швеции.
- 11 октября — в Никарагуа генерал Хуан Хосе Эстрада поднял восстание против президента Хосе Сантоса Селайи. Мятежники захватывают атлантическое побережье страны[7].
- 21 октября — Никарагуа обвиняет в организации антиправительственного мятежа американскую компания «Юнайтед фрут»[8].
- 26 октября — Ан Чунгын застрелил в Харбине Ито Хиробуми.
- 30 октября — в Никарагуа на реке Сан-Хуан подорвался на мине военный транспорт с правительственными войсками, брошенными на подавление восстания. Правительством Никарагуа схвачены и расстреляны два диверсанта, оказавшиеся гражданами США. К побережью Никарагуа направлена морская пехота США[9].
- 6 ноября — руководитель антиправительственного мятежа в Никарагуа Хуан Хосе Эстрада предлагает США провозгласить на Атлантическом побережье страны независимую республику[10].
- 22 ноября — президент Никарагуа Хосе Сантос Селайя обращается за посредничеством к президенту Мексики Порфирио Диасу, предлагая оппозиции соглашение и обещая уйти в отставку для предотвращения гражданской войны[11].
- 7 декабря — президент США Уильям Тафт выступил с ежегодным посланием к Конгрессу[12].
- 17 декабря — президент Никарагуа Хосе Сантос Селайя подал в отставку и покинул страну на канонерке мексиканского флота. Новым президентом страны избран юрист Хосе Мадрис, однако это не остановило гражданскую войну[13].
- 23 декабря — на престол Бельгии вступил Альберт I, наследник престола, племянник скончавшегося короля Леопольда II[14].

## Родились
См. также: Категория:Родившиеся в 1909 году
- 1 января — Степан Андреевич Бандера, украинский политик времён СССР, член ОУН (ум. в 1959).
- 7 января — Евгений Иванович Елисеев, советский футболист, полузащитник и тренер. Заслуженный мастер спорта (ум. в 1999).
- 26 января — Пётр Константинович Васильев, советский живописец (ум. 1989).
- 18 февраля — Всеволод Андреевич Баженов, советский живописец (ум. 1986).
- 19 февраля — Марк Зосимович Ланской, советский писатель-фантаст (ум. в 1990).
- 24 февраля — Алексей Платонович Лапшин, советский футболист и тренер. Заслуженный мастер спорта СССР (ум. в 1979).
- 24 февраля — Август Дерлет, американский писатель-фантаст, писавший в жанрах фэнтези и хоррор, страстный поклонник Лавкрафта, посвятивший жизнь пропаганде его творчества (ум. в 1971).
- 25 февраля — Лев Андреевич Арцимович, советский физик, академик АН СССР (1953), Герой Социалистического Труда (1969), руководитель исследований по управляемому термоядерному синтезу (ум. в 1973).
- 5 марта — Сутан Шарир, индонезийский политик, социалист, первый премьер-министр Индонезии. (ум. в 1966).
- 6 марта — Станислав Ежи Лец, польский сатирик, поэт, афорист (ум. в 1966).
- 12 марта — Пятрас Цвирка, литовский писатель-марксист (ум. в 1947).
- 15 марта — Йонас Жямайтис-Витаутас, литовский генерал, начальник антисоветской движения сопротивления после Второй мировой войны, Президент Литвы (ум. в 1954).
- 18 марта — Сабир Юнусович Юнусов, видный советский учёный, специалист в области химии алкалоидов (ум. в 1995).
- 9 апреля — Иван Иванович Дзержинский, советский композитор. Народный артист РСФСР (1977) (ум. в 1978).
- 22 апреля — Рита Леви-Монтальчини, итальянский нейробиолог, лауреат Нобелевской премии по физиологии и медицине (ум. 2012).
- 17 мая — Леонид Моисеевич Пятигорский, советский физик (ум. в 1993).
- 29 мая – Янина Болеславовна Жеймо советская киноактриса
- 6 июня — Семён Петрович Бабаевский, русский советский писатель (ум. в 2000).
- 10 июня — Владимир Захарьин, советский художник (ум. в 1993).
- 24 июня — Уильям Пенни, английский физик, руководитель британской программы по созданию атомной бомбы (ум. 1991).
- 30 июля — Сирил Норткот Паркинсон, английский историк, автор знаменитого закона (ум. 1993).
- 8 августа — Емилиан Буков, молдавский советский писатель и поэт (ум. в 1984).
- 15 августа — Юрий Михайлович Непринцев, русский советский живописец, график и педагог, народный художник РСФСР, действительный член Академии Художеств СССР (ум. 1996).
- 21 августа — Николай Николаевич Боголюбов, выдающийся советский математик и физик-теоретик, академик АН СССР и РАН, дважды Герой Социалистического труда, специалист в области нелинейной механики и квантовой теории поля (ум. в 1992).
- 22 августа — Виктория Михайловна Вронская, американская пианистка и педагог российского происхождения, выступала вместе с мужем в дуэте «Vronsky & Babin» (ум. в 1992 году).
- 25 октября — Евгений Васильевич Фокин, футболист, двукратный чемпион СССР и обладатель Кубка страны (ум. в 1972).
- 19 ноября — Питер Друкер, американский экономист австрийского происхождения, считающийся отцом современной теории менеджмента (ум. в 2005).
- 18 декабря — Михаил Савельевич Машинцев, Герой Советского Союза, майор, командир стрелкового батальона. Форсировал вместе с батальоном р. Одер, захватил плацдарм, удерживал его до подхода основных сил, был тяжело ранен, но остался в строю. (ум. в 1973).

## Скончались
См. также: Категория:Умершие в 1909 году
- 12 января — Герман Минковский, немецкий математик и физик (род. 1864).
- 14 января — Зиновий Петрович Рожественский, российский флотоводец (род. 1848).
- 17 апреля — Фёдор Николаевич Берг, русский поэт, прозаик, журналист (род. 1839).
- 18 июня — Павел Александрович Крушеван, русский и молдавский журналист, прозаик, публицист (род. 1860).
- июль — Николай Пальчевский, русский ботаник, учитель и наставник В. К. Арсеньева. Вице-председатель Общества изучения Амурского края (род. 1862).
- 8 июля — Гастон Александр Огюст де Галифе, маркиз, французский генерал (род. 1830).
- 18 июля — Дон Карлос Младший, (Don Carlos Minor), претендент на испанский престол, пытавшийся захватить власть в ходе Второй карлистской войны (род.1848)
- 19 октября — Чезаре Ломброзо, итальянский судебный психиатр и антрополог (род. 1835).
- 26 октября — Ито Хиробуми, выдающийся японский политик (род. 1841).
- 30 октября — Арсений Иванович Введенский, русский литературный критик, библиограф, историк литературы (род. 1844).
- 13 декабря — Иннокентий Фёдорович Анненский, русский поэт, переводчик, литературный критик (род. 1856).
- 17 декабря — Леопольд II, король Бельгии (род. 1835).

## Нобелевские премии
- Физика — Гульельмо Маркони и Карл Фердинанд Браун — «За выдающийся вклад в создание беспроволочной телеграфии».
- Химия — Вильгельм Оствальд — «Знак признания проделанной им работы по катализу, а также за исследования основных принципов управления химическим равновесием и скоростями реакции».
- Медицина и физиология — Эмиль Теодор Кохер — «За работы в области физиологии, патологии и хирургии щитовидной железы».
- Литература — Сельма Лагерлёф — «Как дань высокому идеализму, яркому воображению и духовному проникновению, которые отличают все её произведения».
- Премия мира — Огюст Беернарт — «В знак признания усилий в борьбе за международный арбитраж и сокращение вооружений»; Поль Д’Этурнель де Констан — «За договоры об арбитраже между Францией и соседними странами».